# 霍恩德費爾德巴赫河
50°42′31″N 7°3′33″E / 50.70861°N 7.05917°E
霍恩德費爾德巴赫河（德語：Hohnderfeldbach），是一条位于德国西部的河流，處於北萊茵-威斯特法倫州，屬於恩代尼希巴赫河的支流，河道全長1.2公里，流域面積0.1平方公里。